# Canoa/kayak ai Giochi della XXXII Olimpiade - K1 500 metri femminile
Le gare di velocità K1 500 metri, di Tokyo 2020 si svolsero alla Sea Forest Waterway dal 4 al 5 agosto 2021.
Alla competizione presero parte 41 atlete di 27 nazioni.

## Regolamento della competizione
La competizione prevede sei batterie di qualificazione, quattro quarti di finale, quattro semifinali e tre finali. Le prime tre classificate di ogni batteria di qualificazione e le prime due di ogni quarto di finale accedono alle semifinali. Le prime quattro classificate accedono alla finale "A", per l'assegnazione delle medaglie. Le altre partecipanti alle semifinali accedono alla finale "B" e alla finale "C".

## Programma
| Data                    | Ora (UTC+9) | Turno            |
| ----------------------- | ----------- | ---------------- |
| Mercoledì 4 agosto 2021 | 10:40       | Batterie         |
| Mercoledì 4 agosto 2021 | 12:50       | Quarti di finale |
| Giovedì 5 agosto 2021   | 09:58       | Semifinali       |
| Giovedì 5 agosto 2021   | 12:29       | Finale           |

## Risultati

### Batterie
Le prime tre accedono alle semifinali (SF), le altre ai quarti di finale (QF).

#### Batteria 1
| Pos. | Atleta           | Paese         | Tempo    | Note |
| ---- | ---------------- | ------------- | -------- | ---- |
| 1    | Hermien Peters   | Belgio        | 1:47.959 | SF   |
| 2    | Teresa Portela   | Portogallo    | 1:48.727 | SF   |
| 3    | Jule Hake        | Germania      | 1:48.758 | SF   |
| 4    | Isabel Contreras | Spagna        | 1:49.256 | QF   |
| 5    | Milica Novaković | Serbia        | 1:49.802 | QF   |
| 6    | Yin Mengdie      | Cina          | 1:52.760 | QF   |
| 7    | Emily Lewis      | Gran Bretagna | 1:55.743 | QF   |

#### Batteria 2
| Pos. | Atleta            | Paese       | Tempo    | Note |
| ---- | ----------------- | ----------- | -------- | ---- |
| 1    | Anja Osterman     | Slovenia    | 1:49.402 | SF   |
| 2    | Justyna Iskrzycka | Polonia     | 1:49.893 | SF   |
| 3    | Volha Khudzenka   | Bielorussia | 1:50.732 | SF   |
| 4    | Brenda Rojas      | Argentina   | 1:54.541 | QF   |
| 5    | Yuliia Yuriichuk  | Ucraina     | 1:57.532 | QF   |
| 6    | Francesca Genzo   | Italia      | 1:59.712 | QF   |
| 7    | Natalya Sergeyeva | Kazakistan  | 2:01.374 | QF   |

#### Batteria 3
| Pos. | Atleta                  | Paese         | Tempo    | Note |
| ---- | ----------------------- | ------------- | -------- | ---- |
| 1    | Linnea Stensils         | Svezia        | 1:48.144 | SF   |
| 2    | Alyce Wood              | Australia     | 1:48.572 | SF   |
| 3    | Caitlin Regal           | Nuova Zelanda | 1:50.297 | SF   |
| 4    | Špela Ponomarenko Janić | Slovenia      | 1:50.498 | QF   |
| 5    | Svetlana Chernigovskaya | ROC           | 1:52.311 | QF   |
| 6    | Manon Hostens           | Francia       | 1:53.668 | QF   |
| 7    | Amira Kheris            | Algeria       | 2:13.626 | QF   |

#### Batteria 4
| Pos. | Atleta            | Paese         | Tempo    | Note |
| ---- | ----------------- | ------------- | -------- | ---- |
| 1    | Danuta Kozák      | Ungheria      | 1:48.730 | SF   |
| 2    | Emma Jørgensen    | Danimarca     | 1:49.231 | SF   |
| 3    | Alyssa Bull       | Australia     | 1:49.416 | SF   |
| 4    | Michelle Russell  | Canada        | 1:51.081 | QF   |
| 5    | Deborah Kerr      | Gran Bretagna | 1:51.375 | QF   |
| 6    | Ana Roxana Lehaci | Austria       | 1:55.067 | QF   |
| 7    | Samaa Ahmed       | Egitto        | 2:13.007 | QF   |

#### Batteria 5
| Pos. | Atleta                | Paese       | Tempo    | Note |
| ---- | --------------------- | ----------- | -------- | ---- |
| 1    | Tamara Csipes         | Ungheria    | 1:48.790 | SF   |
| 2    | Maryna Litvinchuk     | Bielorussia | 1:49.606 | SF   |
| 3    | Marta Walczykiewicz   | Polonia     | 1:50.184 | SF   |
| 4    | Mariya Povkh          | Ucraina     | 1:50.489 | QF   |
| 5    | Anamaria Govorčinović | Croazia     | 1:52.015 | QF   |
| 6    | Huang Jieyi           | Cina        | 1:52.385 | QF   |
| 7    | Lize Broekx           | Belgio      | 1:52.476 | QF   |

#### Batteria 6
| Pos. | Atleta                 | Paese         | Tempo    | Note |
| ---- | ---------------------- | ------------- | -------- | ---- |
| 1    | Lisa Carrington        | Nuova Zelanda | 1:48.463 | SF   |
| 2    | Sabrina Hering-Pradler | Germania      | 1:49.932 | SF   |
| 3    | Viktoria Schwarz       | Austria       | 1:51.750 | SF   |
| 4    | Kira Stepanova         | ROC           | 1:55.180 | QF   |
| 5    | Joana Vasconcelos      | Portogallo    | 1:57.513 | QF   |
| 6    | Anne Cairns            | Samoa         | 2:03.667 | QF   |

### Quarti di finale

#### Quarto di finale 1
| Pos. | Atleta           | Paese   | Tempo    | Note |
| ---- | ---------------- | ------- | -------- | ---- |
| 1    | Isabel Contreras | Spagna  | 1:51.235 | SF   |
| 2    | Manon Hostens    | Francia | 1:54.095 | SF   |
| 3    | Yuliia Yuriichuk | Ucraina | 1:58.657 | SF   |
| 4    | Anne Cairns      | Samoa   | 2:02.525 |      |
| 5    | Samaa Ahmed      | Egitto  | 2:06.033 |      |

#### Quarto di finale 2
| Pos. | Atleta                  | Paese         | Tempo    | Note |
| ---- | ----------------------- | ------------- | -------- | ---- |
| 1    | Svetlana Chernigovskaya | ROC           | 1:49.323 | SF   |
| 2    | Lize Broekx             | Belgio        | 1:49.336 | SF   |
| 3    | Brenda Rojas            | Argentina     | 1:51.822 | SF   |
| 4    | Emily Lewis             | Gran Bretagna | 1:51.996 |      |
| 5    | Ana Roxana Lehaci       | Austria       | 1:53.378 |      |
| 6    | Joana Vasconcelos       | Portogallo    | 1:56.622 |      |

#### Quarto di finale 3
| Pos. | Atleta                  | Paese         | Tempo    | Note |
| ---- | ----------------------- | ------------- | -------- | ---- |
| 1    | Yin Mengdie             | Cina          | 1:49.268 | SF   |
| 2    | Špela Ponomarenko Janić | Slovenia      | 1:49.680 | SF   |
| 3    | Deborah Kerr            | Gran Bretagna | 1:50.133 | SF   |
| 4    | Kira Stepanova          | ROC           | 1:52.190 |      |
| 5    | Huang Jieyi             | Cina          | 1:52.689 |      |
| 6    | Natalya Sergeyeva       | Kazakistan    | 1:55.776 |      |

#### Quarto di finale 4
| Pos. | Atleta                | Paese   | Tempo    | Note |
| ---- | --------------------- | ------- | -------- | ---- |
| 1    | Milica Novaković      | Serbia  | 1:49.348 | SF   |
| 2    | Mariya Povkh          | Ucraina | 1:50.769 | SF   |
| 3    | Michelle Russell      | Canada  | 1:51.375 | SF   |
| 4    | Anamaria Govorčinović | Croazia | 1:53.967 |      |
| 5    | Francesca Genzo       | Italia  | 2:01.744 |      |
| 6    | Amira Kheris          | Algeria | 2:07.548 |      |

### Semifinali

#### Semifinale 1
| Pos. | Atleta            | Paese         | Tempo    | Note |
| ---- | ----------------- | ------------- | -------- | ---- |
| 1    | Tamara Csipes     | Ungheria      | 1:51.698 | FA   |
| 2    | Hermien Peters    | Belgio        | 1:52.829 | FA   |
| 3    | Caitlin Regal     | Nuova Zelanda | 1:53.495 | FB   |
| 4    | Justyna Iskrzycka | Polonia       | 1:53.899 | FB   |
| 5    | Lize Broekx       | Belgio        | 1:54.489 | FC   |
| 6    | Isabel Contreras  | Spagna        | 1:54.535 | FC   |
| 7    | Deborah Kerr      | Gran Bretagna | 1:55.955 |      |

#### Semifinale 2
| Pos. | Atleta            | Paese       | Tempo    | Note |
| ---- | ----------------- | ----------- | -------- | ---- |
| 1    | Danuta Kozák      | Ungheria    | 1:52.016 | FA   |
| 2    | Teresa Portela    | Portogallo  | 1:52.557 | FA   |
| 3    | Volha Khudzenka   | Bielorussia | 1:52.755 | FB   |
| 4    | Mariya Povkh      | Ucraina     | 1:53.659 | FB   |
| 5    | Maryna Litvinchuk | Bielorussia | 1:56.386 | FC   |
| 6    | Viktoria Schwarz  | Austria     | 1:56.475 | FC   |
| 7    | Yin Mengdie       | Cina        | 1:56.977 |      |
| 8    | Yuliia Yuriichuk  | Ucraina     | 2:03.303 |      |

#### Semifinale 3
| Pos. | Atleta                  | Paese     | Tempo    | Note |
| ---- | ----------------------- | --------- | -------- | ---- |
| 1    | Linnea Stensils         | Svezia    | 1:51.902 | FA   |
| 2    | Emma Jørgensen          | Danimarca | 1:52.931 | FA   |
| 3    | Marta Walczykiewicz     | Polonia   | 1:53.860 | FB   |
| 4    | Sabrina Hering-Pradler  | Germania  | 1:54.140 | FB   |
| 5    | Jule Hake               | Germania  | 1:54.341 | FC   |
| 6    | Špela Ponomarenko Janić | Slovenia  | 1:54.710 | FC   |
| 7    | Michelle Russell        | Canada    | 1:55.549 |      |
| 8    | Svetlana Chernigovskaya | ROC       | 1:56.066 |      |

#### Semifinale 4
| Pos. | Atleta           | Paese         | Tempo    | Note |
| ---- | ---------------- | ------------- | -------- | ---- |
| 1    | Lisa Carrington  | Nuova Zelanda | 1:51.680 | FA   |
| 2    | Alyce Wood       | Australia     | 1:53.079 | FA   |
| 3    | Milica Novaković | Serbia        | 1:53.149 | FB   |
| 4    | Alyssa Bull      | Australia     | 1:54.038 | FB   |
| 5    | Anja Osterman    | Slovenia      | 1:54.235 | FC   |
| 6    | Manon Hostens    | Francia       | 1:57.394 | FC   |
| 7    | Brenda Rojas     | Argentina     | 1:58.301 |      |

### Finali

#### Finale A
| Pos. | Atleta          | Paese         | Tempo    | Note |
| ---- | --------------- | ------------- | -------- | ---- |
|      | Lisa Carrington | Nuova Zelanda | 1:51.216 |      |
|      | Tamara Csipes   | Ungheria      | 1:51.855 |      |
|      | Emma Jørgensen  | Danimarca     | 1:52.773 |      |
| 4    | Danuta Kozák    | Ungheria      | 1:53.414 |      |
| 5    | Linnea Stensils | Svezia        | 1:53.600 |      |
| 6    | Hermien Peters  | Belgio        | 1:53.716 |      |
| 7    | Teresa Portela  | Portogallo    | 1:55.814 |      |
| 8    | Alyce Wood      | Australia     | 1:57.251 |      |

#### Finale B
| Pos. | Atleta                 | Paese         | Tempo    | Note |
| ---- | ---------------------- | ------------- | -------- | ---- |
| 9    | Caitlin Regal          | Nuova Zelanda | 1:53.681 |      |
| 10   | Sabrina Hering-Pradler | Germania      | 1:53.919 |      |
| 11   | Justyna Iskrzycka      | Polonia       | 1:54.086 |      |
| 12   | Milica Novaković       | Serbia        | 1:54.458 |      |
| 13   | Marta Walczykiewicz    | Polonia       | 1:55.659 |      |
| 14   | Volha Khudzenka        | Bielorussia   | 1:55.933 |      |
| 15   | Mariya Povkh           | Ucraina       | 1:56.429 |      |
| 16   | Alyssa Bull            | Australia     | 1:56.799 |      |

#### Finale C
| Pos. | Atleta                  | Paese       | Tempo    | Note |
| ---- | ----------------------- | ----------- | -------- | ---- |
| 17   | Anja Osterman           | Slovenia    | 1:55.051 |      |
| 18   | Jule Hake               | Germania    | 1:55.638 |      |
| 19   | Isabel Contreras        | Spagna      | 1:55.728 |      |
| 20   | Špela Ponomarenko Janić | Slovenia    | 1:56.066 |      |
| 21   | Lize Broekx             | Belgio      | 1:56.842 |      |
| 22   | Maryna Litvinchuk       | Bielorussia | 1:57.057 |      |
| 23   | Manon Hostens           | Francia     | 1:58.133 |      |
| 24   | Viktoria Schwarz        | Austria     | 1:59.475 |      |